# كاميلو سانفيزو
كاميلو سانفيزو (21 يوليو 1988 البرازيل - ) هو لاعب كرة قدم كوري جنوبي، يلعب كمهاجم.

## وصلات خارجية
كاميلو سانفيزو على موقع دوري كوريا الجنوبية (الإنجليزية)
- كاميلو سانفيزو على موقع الدوري الأمريكي (الإنجليزية)
- كاميلو سانفيزو على موقع قاعدة بيانات كرة القدم.إي يو (الإنجليزية)
- كاميلو سانفيزو على موقع Soccerway.com (الإنجليزية)
- كاميلو سانفيزو على موقع AS.com (الإسبانية)